# Kamienica Heleny Pal w Warszawie
Kamienica Heleny Pal – kamienica znajdująca się w Warszawie, przy ul. Marszałkowskiej 8.

## Historia
Ukończono ją w 1935 według projektu architektów Maksymiliana Goldberga i Hipolita Rutkowskiego. Właścicielką była Helena Pal (wdowa po Adolfie Ferdynandzie Palu, współwłaścicielu Fabryki Przetworów Chemicznych „Dobrolin”).
Od stycznia do końca czerwca 1939 w budynku funkcjonował prywatny teatr pod nazwą: Teatr Malickiej. W czasie II wojny światowej, do 1944 w teatrze działał kino-teatr dla Niemców. Po wojnie już w grudniu 1945 w kamienicy teatr wznowił działalność.
24 lipca 2012 wpisano ją do gminnej ewidencji zabytków m.st. Warszawy.